# Fridericia bulbosa
Fridericia bulbosa är en ringmaskart som först beskrevs av Karel Rosa 1887.  Fridericia bulbosa ingår i släktet Fridericia och familjen småringmaskar. Arten är reproducerande i Sverige. Inga underarter finns listade i Catalogue of Life.